# Bill Sheppard (Musikproduzent)
Bill „Bunky“ Sheppard (* 20. März 1922 in New Orleans; eigentlich William Edward Sheppard; † 2. Juli 1997 in Los Angeles) war ein US-amerikanischer Musikproduzent, der vor allem durch seine Aktivitäten Ende der 1950er und in den 1960er Jahren als Produzent und Manager von Doo-Wop- und Soul-Gruppen in Chicago bekannt wurde.

## Leben und Wirken
Sheppard begann seine Karriere in der Musikindustrie Ende der 1950er Jahre mit dem Management einer Vokalgruppe namens The Bel Aires, deren Song Rollin’ and Strollin’ er produzierte. Mehr Erfolg hatte er mit der Gründung einer Vokalgruppe namens Sheppards, in der er selbst jedoch nicht auftrat. Deren erste Single war Island of Love. Mit Carl Davis, einem ehemaligen Columbia-Manager, betreute er die Formation The Dukays, die vor allem durch ihren Song Duke of Earl ihres Sängers Gene Dixon alias Gene Chandler bekannt wurde, der im Studio der Universal Recording Corporation von Bill Putnam entstanden war und ein Nummer-eins-Hit in den Vereinigten Staaten wurde. Sheppard gründete außerdem 1959 das Label Apex, dann die Produktionsfirma Pam Productions sowie die kleineren Label Nat, Pam und Wes Records, auf denen Vokalgrauppen wie The Starlets (Better Tell Him No) erschienen.
1963 gründete er mit Ewart Abner und Art Sheridan Constellation Records, auf dem Aufnahmen von Gene Chandler, Dee Clark, Holy Maxwell und Nolan Chance erschienen. 1966 gründete er Bunky Records, ein Sublabel von Scepter Records, auf dem u. a. Singles der R&B-Band The Esquires und Mill Edwards erschienen. Mit seinen Produktionen dieser Zeit prägte er den Chicago Soul mit. Er wurde für die damals erstaunliche Summe (so der Billboard) von 100.000 $ pro Jahr A&R von Scepter Records, nachdem er 1967 mit der Esquires-Nummer Get On Up einen großen Hit gelandet hatte, den Scepter wiederholen wollte. Sheppard arbeitet auch mit Jerry Butler, Brenda Lee Eager und Uvee Hayes; er stand zudem in Geschäftsbeziehungen mit dem Label Chi Sound und als National Promotion Director für Vee Jay Records. In seinen späteren Jahren war Sheppard Leiter der Black Music Division der 20th Century Fox.